# 인생화보 (1987년 드라마)
《인생화보》는 1987년 11월 9일부터 1987년 12월 8일까지 방영된 문화방송 월화 미니시리즈로, 김내성의 소설을 원작으로 한다.

## 등장 인물
- 김영애 : 애림 역
- 김용건 : 신형욱 역
- 양미경 : 백남숙 역
- 현석 : 신형식 역
- 홍성민
- 나문희
- 정승현
- 박종관
- 김인문
- 김지영
- 김복희
- 김명희
- 김기일
- 박순천
- 박은수
- 김은영
- 배창식
- 서권순
- 문창근
- 박상조
- 한영숙
- 이경아
- 이용화

## 결방 사유 및 편성 변경
- 1987년 11월 30일 ~ 12월 1일 : MBC 뉴스데스크가 10분 연장 방송함과 창사 특집 드라마 《남태평양 3000마일》 방송으로 결방
- 1987년 12월 7일 : 〈선거유세 이대로 좋은가〉 방송으로 순연되어 밤 10시 50분부터 방영
- 1987년 12월 8일 : 〈대통령 후보 연설 - 김종필 편〉 방송으로 순연되어 밤 10시 50분부터 방영

## 같이 보기
- 《인생화보》 (리메이크작, 2002년 KBS 1TV에서 방영)